# معركة طلبيرة
معركة طلبيرة إحدى معارك الحرب الأهلية الإسبانية، جرت في 3 سبتمبر 1936 في مدينة طلبيرة بمقاطعة طليطلة. استندت أهمية طلبيرة إلى حقيقة أنها آخر مدينة وعقبة رئيسية للمتمردين في الطريق نحو مدريد.

## خلفية
كانت الميليشيات الجمهورية في الأسابيع الأولى من الحرب مكونة من مجموعة غير متجانسة من الرجال، معظمها من العمال دون أي تدريب أو انضباط عسكري، وتم تنظيمهم على أساس الانتماءات السياسية بقيادة الكولونيل بابلو رودريغيز. وفي شهر أغسطس حاولت تلك الميليشيات عبثًا وقف تقدم القوات المتمردة في جميع أنحاء أندلسيا وإكستريمادورا. على الرغم من أن قوات المتمردين كانت قليلة العدد، إلا أن لديها امكانيات وأسلحة أفضل من المليشيات الجمهورية. بعد معركة باداخوز تراجعت الميليشيات على طول نهر تاجة، وشكلت موقعًا قويًا في التلال المحيطة بطلبيرة، على أمل منع عدوهم من الاستفادة من التضاريس.

### الدفاع عن طلبيرة بأي ثمن
عينت حكومة الجمهورية الجنرال ريكيلمي لقيادة القوات الحكومية، إلى جانب الزعيم الشيوعي خوان موديستو زعيم الميليشيات. تمكن الجمهوريون من جمع الكثير من المدفعية وحتى قطار مصفح للدفاع عن الموقع، مع جيش تعداده 10,000 مقاتل. وفي 2 سبتمبر وصلت قوات الجيش الأفريقي أمام طلبيرة، حوالي 3500 جندي بقيادة الجنرال خوان ياغوي، وعلى الفور وضعوا خطتهم للهجوم سعياً لتطويق الميليشيات التي احتلت المرتفعات.

## المعركة
فجر يوم 3 سبتمبر بدأ الهجوم على المدينة.
قسم ياغوي قواته إلى طابورين: أحدهما بقيادة الرائد أنتونيو كاستيخون والآخر بقيادة العقيد كارلوس أسينسيو كابانياس. وفي هجوم متزامن شن طابوري المتمردين هجومًا ضد المدافعين الجمهوريين، متسلقين نحو المرتفعات التي اختبأوا فيها. وبسبب قلة الخبرة القتالية والافتقار إلى التدريب، لم تستطع ميليشيات الجمهورية من وقف هجوم المتمردين لفترة طويلة. وتراجعوا بعد قتال عنيف بشكل غير منظم، في حين اتجهت الطوابير المهاجمة نحو البلدة نفسها، واستولت على المطار ومحطة السكة الحديد. وقاد ياغوي هجومًا سريعًا نحو وسط المدينة، مما فاجأ المدافعين الجمهوريين الذين كانوا هناك، وتغلبوا بسرعة على مقاومتهم. فتمكنت القوات المغربية من القبض على مجموعة كبيرة من رجال الميليشيات الجمهوريين، وقد حاول البعض الهرب، ولكن انتهى بهم الأمر بإطلاق النار بصورة جماعية.
تمكن الناجين من المليشيات بالفرار تاركين مواقعهم وأسلحتهم خوفًا من تطويقهم. وفي الساعة 2:20 بعد الظهر، انتهى المتمردون من احتلال طلبيرة دون مواجهة مقاومة. وفي فترة مابعد الظهر اتصل وزير الحرب الجمهوري هيرنانديز سارافيا هاتفياً بطلبيرة، وتأكد من وقوع المدينة في أيدي العدو عندما رد جندي مغربي على الجانب الآخر من الخط.

## النتائج
كانت هزيمة الجمهوريين في طلبيرة مكلفة للطرفين: فتكبد المتمردون 1000 ضحية بين قتيل وجريح، بينما فقد الجمهوريون 1500 رجل من قتيل وجريح وأسير. وفوق ذلك فقد مارست القوات المتمردة قمعها المعتاد على سكان المدينة وعلى العمال الجاليكيين المتجولين ورجال الميليشيات من أماكن أخرى. فعدد ضحايا الإعدام في طلبيرة كان مرتفعًا لدرجة أنه الجثث أحرقت بسبب تلوث الجو. ولخص الصحفي الأمريكي جون تي ويتاكر الوضع في طلبيرة، حيث كان فيها لشهرين:
في ذلك الوقت لم يكن طابور ياغوي قويًا بما يكفي لمواصلة الهجوم، فاضطر إلى التوقف في طلبيرة. كان الاستيلاء على طلبيرة تتويجًا لتقدم جيش إفريقيا التي بدأت قبل شهر من إشبيلية نحو مدريد. سرعان ما أرسلت القيادة المتمردة تعزيزات إلى ياغوي لتأمين المكان. ومع ذلك فقد قرر فرانسيسكو فرانكو تأجيل تقدم قواته نحو العاصمة لتحويلها لمساعدة المتمردين المحاصرين في قصر طليطلة، الأمر الذي تسبب في انزعاج قادة التمرد العسكريين، بدعوى أن إنقاذ المتمردين في طليطلة قد يكون له تأثير دعائي كبير ولكن ليست له أهمية إستراتيجية.
بالنسبة لحكومة الجمهورية التي كان يرأسها آنذاك خوسيه جيرال أكدت هذه الهزيمة الحاجة الملحة لإنشاء جيش جديد تحت قيادة محترفة للغاية للمسائل التكتيكية، ويتمتع بهيكل قوي من الأوامر والتسلسلات الهرمية العسكرية، ويخضع للانضباط البحت، بعد أن أثبتت الميليشيات المتطوعة عدم كفاءتها القتالية. أكثر من ذلك أن مدريد أضحت الآن مهددة من الجانب المتمرد المتمركز على مسافة قصيرة. وفوق ذلك، كان سقوط طلبيرة يعني سقوط جيرال وتشكيل حكومة من قبل فرانسيسكو لارجو كاباليرو.